# Aushiri
L'aushiri (Auxira, Vacacocha) és una llengua zaparoana extingida que es parlava antigament al Perú. Es parlava a la zona dels afluents de la riba dreta del riu Napo, a la regió d'Escuelacocha.